# Coût de remplacement
 (octobre 2023).
Si vous disposez d'ouvrages ou d'articles de référence ou si vous connaissez des sites web de qualité traitant du thème abordé ici, merci de compléter l'article en donnant les références utiles à sa vérifiabilité et en les liant à la section « Notes et références ».
Le terme coût de remplacement, ou (selon le contexte) valeur de remplacement, indique le montant d'argent qu'il faudrait défrayer au moment présent pour remplacer un actif, c'est-à-dire en fournir un d'égale utilité.

## Définition
Le terme coût de remplacement est surtout utilisé en immobilier, où il est à mettre en parallèle avec celui de coût de reproduction, qui indique ce qu'il en coûterait aujourd'hui pour reproduire l'immeuble à l'identique. 
Le coût de remplacement est l'une des méthodes d'évaluation immobilière. Elle consiste à estimer ce qu'il en coûterait aujourd'hui pour remplacer l'immeuble (soit le coût de reconstruction moins les désuétudes fonctionnelles observées). 
Dans l'industrie des assurances, le coût de remplacement est une méthode pour calculer la valeur d'un actif assuré. Il n'est pas synonyme de valeur marchande, mais indique plutôt le coût de remettre un actif ou un immeuble dans sa situation avant le sinistre. 